# Matěj Chlupáček
Matěj Chlupáček (* 15. května 1994, Liberec) je český filmový a televizní režisér.

## Život
Narodil se v Liberci, kde jeho rodiče provozovali videopůjčovnu. Nedostudoval ekonomické lyceum, protože se začal jako samouk věnovat tvorbě videoklipů a krátkých filmů.

## Tvorba
Svůj první celovečerní film Bez doteku dokončil ve svých osmnácti letech. S režisérem Michalem Samirem spolupracoval jako producent na jeho debutu Hany. Jako režisér se podílel na televizních seriálech a sériích Terapie (2019) a Zrádci (2020). Na něm začal spolupracovat se scenáristou Miro Šifrou. Zatím[kdy?] největším projektem je historické detektivní drama Úsvit z roku 2023 s Eliškou Křenkovou v hlavní roli. Pro Českou televizi dokončuje[kdy?] dva projekty, koprodukční komediální seriál To se vysvětlí, soudruzi! a historickou Dceru národa o Zdeňce Havlíčkové.
Jako producent se dále se svou produkční společností Barletta podílel například na filmech Polednice a Stínohra Petera Bebjaka, dokumentu Karlos nebo seriálu Iveta. Natočil také videoklipy pro Vladimíra Mišíka (Jednou) a skupinu Blue Shadows (Song of Happiness) a řadu reklam.[zdroj?]

## Filmografie

### Režie
- 2013: Bez doteku
- 2019: Terapie (seriál)
- 2020: Zrádci (seriál)
- 2023: Úsvit
- 2024: To se vysvětlí, soudruzi! (seriál)
- 2024: Dcera národa (seriál, v přípravě)

### Produkce
- 2014: Hany
- 2017: Polednice
- 2021: Stínohra
- 2022: Iveta (mini-série)
- 2023: Karlos